# 375927 Ibara
375927 Ibara è un asteroide della fascia principale. Scoperto nel 2009, presenta un'orbita caratterizzata da un semiasse maggiore pari a 2,7103687 au e da un'eccentricità di 0,0673167, inclinata di 13,05565° rispetto all'eclittica.